# El Aguajito
El Aguajito ist ein Dorf in der Gemeinde (municipio) Ensenada im mexikanischen Bundesstaat Baja California. El Aguajito liegt 12 km von der Pazifikküste entfernt unweit von San Vicente.